# Alexander Drummond

Antiporta di Travels through different cities…, 1754

Alexander Drummond (Edimburgo, 18 gennaio 1698 – Edimburgo, 9 agosto 1769) è stato un diplomatico e viaggiatore scozzese.

## Biografia
Drummond fu il figlio di George Drummond di Newton e il fratello più giovane di George Drummond, lord di Edimburgo. Non esiste un resoconto dei suoi primi anni. Iniziò i suoi viaggi nel 1744, passando per Harwich e Hellevoetsluis e raggiungendo Venezia in agosto e Smirne nel dicembre dello stesso anno, quindi Cipro nel marzo del 1745. Le sue osservazioni ed escursioni, compiute nei momenti liberi dall'attività commerciale durante la residenza a Cipro e in Asia Minore negli anni 1745-1750, sono resi nel suo volume in forma di lettere, per la maggior parte indirizzate a suo fratello, e accompagnate da molte tavole curiose. In una di queste escursioni egli raggiunse Beer, sull'Eufrate.
Massone, Drummond  fu autorizzato dalla Gran Loggia di Scozia a fondare delle logge nel Mediterraneo orientale, ne fondò una a Smirne nel 1738 e più tardi un'altra ad Aleppo, dove fu diplomatico britannico dal 1751 al 1758.  Fu Gran Maestro provinciale dei Paesi del Mediterraneo d'Europa e d'Asia. 
Morì a Edimburgo il 9 agosto 1769.

## Opere
- (EN) Travels through different cities of Germany, Italy, Greece, and several parts of Asia, as far as the banks of the Euphrates, London, William Strahan, 1754.